# EasyJet Switzerland
easyJet Switzerland S.A. è una compagnia aerea a basso costo svizzera con sede a Meyrin, vicino a Ginevra, di cui la compagnia a basso costo britannica easyJet possiede il 49%. Il restante 51% è di proprietà di investitori privati.
Ha base all'Aeroporto Internazionale di Ginevra e Aeroporto di Basilea-Mulhouse-Friburgo.

## Storia
La compagnia aerea è stata fondata il 18 maggio 1988 come TEA Basel e ha iniziato ad operare il 22 marzo 1989 come parte delle compagnie aeree della belga TEA Group, che hanno fornito voli charter da diverse destinazioni europee. Nel marzo 1998, easyJet aveva già una quota del 40% nella compagnia aerea, che ha iniziato i servizi di franchising il 1º aprile 1999.
Nel 2008, la compagnia aerea era di proprietà di investitori privati (51%) e easyJet plc (49%) e ha 430 dipendenti.

## Flotta
A dicembre 2019 la compagnia ha i seguenti aeromobili:
In precedenza easyJet Switzerland ha anche operato con Boeing 737-300 per poi passare ad Airbus.